# Jean-Baptiste Maille
Jean-Baptiste Maille, né le 23 novembre 1993 au Mans, est un joueur de basket-ball professionnel français. Mesurant 1,90 mètre, il évolue au poste de meneur.

## Biographie
Formé au Mans, Jean-Baptiste Maille rejoint en juin 2013 le club de Pro B du Portel. La saison suivante, il rejoint le club de Nationale 1 du Vendée Challans Basket. En juin 2015, il signe en faveur de Fos Provence Basket qui évolue en Pro B. Au terme de cette première saison, il prolonge avec ce club,. Il joue un rôle intéressant au sein d'un club qui figure parmi les équipes de tête de la saison 2016-2017, avec notamment une évaluation de 21 contre Lille et des statistiques de 10 points, 4 rebonds et 8 passes pour 16 d’évaluation contre Rouen en décembre 2016. Blessé et remplacé par Théo Léon, il fait son retour sur les parquets en mars,.
Au terme de la saison 2016-2017, il est sollicité par Limoges Cercle Saint-Pierre,. Il se blesse toutefois rapidement, à savoir une rupture des ligaments croisés,,. Espérant rejouer dans le cours de la saison, il est opéré en septembre. Comme de nombreux sportifs, il fait sa rééducation au CERS de Capbreton.

## Carrière / Clubs
- 2008-2013 :  Le Mans Sarthe Basket (Pro A)
- 2013-2014 :  Le Portel (Pro B)
- 2014-2015 :  Vendée Challans Basket (NM1)
- 2015-2017 :  Fos Provence Basket (Pro B)
- 2017-2018 :  Limoges Cercle Saint-Pierre (Pro A)
- 2018-2019 :  Rouen Métropole Basket (Pro B)
- 2019-2020 :  Châlons Reims (Jeep Élite)
- Depuis 2020 :  SIG Strasbourg (Jeep Élite)

## Palmarès et performances

### En club
- 2007 : Champion de France UNSS
- 2008 : Champion de France UNSS
- 2009 : Champion de France UNSS
- 2010 : Champion de France cadets avec Le Mans Sarthe Basket
- 2010 : Vainqueur de la Coupe de France cadets Le Mans Sarthe Basket
- 2012 : Champion de France espoirs avec Le Mans Sarthe Basket

### Distinction personnelle
- 2016 : Élu meilleur défenseur de Pro B lors des trophées de mi-saison[20]

### Sélection nationale
- 2009 : Participe au championnat du monde UNSS à Istanbul en Turquie.
- 2013 : 9e place avec l'équipe de France des 20 ans et moins au championnat d'Europe de Tallinn en Estonie.